# Lijst van spelers van FC Bayern München
Deze lijst bevat voetballers die bij de Duitse voetbalclub FC Bayern München spelen of gespeeld hebben. De namen zijn alfabetisch gerangschikt.

## A
| - Karl Adam - Rainer Aigner - David Alaba | - Xabi Alonso - Hamit Altıntop - Björn Andersson | - Patrik Andersson - Alfred Arbinger - Jann-Fiete Arp | - Klaus Augenthaler - Raimond Aumann |

## B
| - Markus Babbel - Stefan Bacak - Franz Bachl - Sebastian Backer - Josef Bader - Holger Badstuber - Michael Ballack - Mario Basler - Oliver Batista Meier - Hans Bauer | - Alexander Baumjohann - Georg Bayerer - Uli Bayerschmidt - Franz Beckenbauer - Bertram Beierlorzer - Manfred Bender - Emanuel Bentil - Josef Bergmaier - Bernardo - Juan Bernat | - Alfred Bernstein - Thomas Berthold - Ramiro Blacutt - Daley Blind - Jérôme Boateng - Rudolf Böck - Mark van Bommel - Mehdi Benatia - Tim Borowski - Karl Borutta | - Edson Braafheid - Andreas Brehme - Josef Breindl - Paul Breitner - Dieter Brenninger - Breno - Alexander Bugera - Hans-Jörg Butt - Daniel van Buyten |

## C
| - Emre Can - Harald Cerny | - Kingsley Coman - Wolfgang Comploy | - Diego Contento - Douglas Costa | - Philippe Coutinho - Michaël Cuisance |

## D
| - Ali Daei - Dante - Dieter Danzberg - Alphonso Davies - Sebastian Deisler | - Robert Dekeyser - Karl Del'Haye - Martín Demichelis - Karl Deuerling - Antonio Di Salvo | - Alou Diarra - Eric Dier - Franz Dietl - Landon Donovan - Hans Dorfner - Julio dos Santos | - Bernd Dreher - Wolfgang Dremmler - Jakob Drescher - Bernd Dürnberger |

## E
| - Max Eberl - Armin Eck - Norbert Eder | - Stefan Effenberg - Mehmet Ekici - Johnny Ekström | - Herbert Erhardt - Georg Ertl | - Franck Evina - Jürgen Ey |

## F
| - Hans Faltermeier - Árpád Fazekas - Markus Feulner - Rudi Fink | - Thorsten Fink - Hansi Flick - Achim Förster - Bernd Förster | - Helmut Fottner - Dieter Frey - Marco Friedl - Torsten Frings | - Josef Frisch - Fritz Fürst - Stephan Fürstner |

## G
| - Max Gablonsky - Franz Gerber - Bernd Gersdorff - Frank Gerster - Wolfgang Gerstmeier - Wolfgang Gierlinger - Willi Giesemann - Giovane Élber | - Serge Gnabry - Berkant Göktan - Ludwig Goldbrunner - Mario Gómez - Leon Goretzka - Andreas Görlitz - Uwe Gospodarek - Mario Götze | - Roland Grahammer - Dennis Grassow - Julian Green - Roman Grill - Marco Grimm - Wolfgang Grobe - Peter Grosser - Rudolf Grosser | - Peter Gruber - Peter Grünberger - Hans-Werner Grünwald - Lothar Grziwok - José Paolo Guerrero - Raphaël Guerreiro - Luiz Gustavo - Günter Güttler |

## H
| - Maximilian Haas - Hans Hädelt - Erwin Hadewicz - Erich Hahn - Dietmar Hamann - Matthias Hamann - Johnny Hansen - Torben Hansen - Owen Hargreaves - Sigmund Haringer | - Frank Hartmann - Vahid Hashemian - Karl Haymann - Hans Heibach - Conny Heidkamp - Florian Heller - Thomas Helmer - Johann Herberger - Thomas Herbst | - Andreas Herzog - Willem Hesselink - Viktor Hierländer - Gerald Hillringhaus - Dieter Hoeneß - Uli Hoeneß - Wilhelm Hoffmann - Ludwig Hofmann - Steffen Hofmann | - Josef Hofmeister - Ludwig Hofmeister - Pierre Højbjerg - Udo Horsmann - Anton Huber - Werner Huber - Mark Hughes - Mats Hummels - Georg Hutsteiner |

## I
- Arijon Ibrahimović
- Werner Ipta
- Valérien Ismaël
- Norbert Ivangean

## J
| - Hans Jakob - Carsten Jancker - Marcell Jansen - Norbert Janzon - David Jarolím | - Viggo Jensen - Jens Jeremies - Ladislav Jirásek - Rudolf Jobst - Nils-Eric Johansson | - Erland Johnsen - Martin Jol - Hans Jörg - Jorginho | - Dusan Jovanovic - Nicolas Jüllich - Gustav Jung - Walter Junghans |

## K
| - Oliver Kahn - Harry Kane - Hans-Josef Kapellmann - Aleksandr Karataev - Ali Karimi - Thomas Kastenmaier - Günter Kaussen - Fritz Kienzler - Min-jae Kim - Joshua Kimmich - Jan Kirchhoff - Eduard Kirschner - Ulf Kliche | - Klaus Klein - Stephan Kling - Jürgen Klinsmann - Fritz Kloo - Miroslav Klose - Christoph Knasmüllner - Willi Knauer - Ludwig Kögl - Jürgen Kohler - Karl Kopp | - Herwart Koppenhöfer - Fritz Kosar - Emil Kostadinov - Dieter Koulmann - Niko Kovač - Robert Kovač - Thomas Kraft - Wolfgang Kraus - Franz Krauthausen - Kurt Kremm | - Oliver Kreuzer - Kurt Kroiß - Toni Kroos - Franz Krumm - Samuel Kuffour - Rainer Künkel - Adolf Kunstwadl - Peter Kupferschmidt - Alexander Kutschera - Emil Kutterer |

## L
| - Bruno Labbadia - Philipp Lahm - Carsten Lakies - Ludwig Landerer - Brian Laudrup | - Josef Lechler - Stefan Leitl - Christian Lell - Søren Lerby | - Heinz Lettl - Robert Lewandowski - Hubertus Licht - Matthijs de Ligt - Thomas Linke | - Reinhard Lippert - Bixente Lizarazu - Lúcio - Lars Lunde |

## M
| - Erich Maas - Charly Mai - Sepp Maier - Stefan Maierhofer - Roy Makaay - Richard Mamajewski - Mario Mandžukić - Sadio Mané - Siegfried Manthey - Jürgen Marek | - Bernd Martin - Javi Martínez - Reinhold Mathy - Lothar Matthäus - Reiner Maurer - Matthias Mauritz - Andreas Mayer - Thomas Mayer | - Mazinho - Noussair Mazraoui - Alan McInally - Hans Meisel - Franz Michelberger - Günther Michl - Radmilo Mihajlović - Miloš Milutinović - Zvjezdan Misimović | - Manfred Mokosch - Herbert Moll - Patrick Mölzl - Karl-Heinz Mrosko - Jamal Musiala - Gerd Müller - Manfred Müller - Thomas Müller - Markus Münch |

## N
| - Norbert Nachtweih - Rudolf Nafziger - Andrej Prean Nagy | - Ernst Nagelschmitz - Günther Nasdalla - Christian Nerlinger | - Helmut Nerlinger - Manuel Neuer - Louis Clément Ngwat-Mahop | - Kurt Niedermayer - Allan Nielsen - Hans Nowak |

## O
| - Manfred Ober - Markus Oberleitner - Matthias Obermeier - Branko Oblak | - Massimo Oddo - Rainer Ohlhauser - Ivica Olić - Michael Olise | - Werner Olk - Erhan Önal - Albert Oßwald | - Heinz Ostner - Thorsten Ott - Andreas Ottl |

## P
| - Jean-Pierre Papin - Benjamin Pavard - Aleksandar Pavlović - Paulo Sérgio - Karl Pekarna | - Franz Peller - Ivan Perišić - Nils Petersen - Jean-Marie Pfaff | - Hans Pflügler - Christiaan Pförtner - Claudio Pizarro - Lukas Podolski | - Josef Pöttinger - Danijel Pranjić - Michael Probst - Peter Pumm |

## R
| - Rafinha - Tobias Rau - Wolfgang Rausch - Pasi Rautiainen - José Manuel Reina - Alois Reinhardt - Wilhelm Reisinger | - Michael Rensing - Hans Resch - Stefan Reuter - Franck Ribéry - Hans Rigotti - Ruggiero Rizzitelli | - Arjen Robben - Jürgen Röber - Hugo Robl - Josef Röckenwagner - James Rodriguez - Gernot Rohr | - Oskar Rohr - Franz Roth - Sebastian Rudy - Karl-Heinz Rummenigge - Michael Rummenigge - Günther Rybarczyk |

## S
| - Christian Saba - Willy Sagnol - Hasan Salihamidžić - Ylli Sallahi - Renato Sanches - Nicola Sansone - Roque Santa Cruz - Rouven Sattelmaier - Horst Schauß - Stefan Schehl - Vesely Schenk - Sven Scheuer - Jan Schlaudraff - Jan Schlösser - Franz Schmalzl | - Helmut Schmidt - Edgar Schneider - Georg Schneider - Helmut Schneider - Karl Schneider - Mehmet Scholl - Rudolf Scholz - Herbert Schröder - Toni Schumacher - Markus Schupp - Ludwig Schuster - Manfred Schwabl - Hans-Georg Schwarzenbeck - Bastian Schweinsteiger | - Otto Schweizer - Fritz Seidl - Manfred Seifert - Božidar Senčar - Kjell Seneca - Ciriaco Sforza - Meritan Shabani - Xherdan Shaqiri - Armindo Sieb - Gerhard Siedl - Ásgeir Sigurvinsson - Daniel Sikorski - Wilhelm Simetsreiter - Andrew Sinkala | - Kurt Sommerlatt - José Sosa - August Starek - Tom Starke - Peter Stegmann - Werner Steinkirchner - Johann-Ludwig Stepberger - Michael Sternkopf - Herbert Stöckl - Jakob Streitle - Thomas Strunz - Wolfgang Sühnholz - Niklas Süle - Alain Sutter |

## T
| - Michael Tarnat - Thiago - Pablo Thiam | - Olaf Thon - Corentin Tolisso - Luca Toni | - Conny Torstensson - Piotr Trochowski - Uwe Tschiskale | - Uğur Tütüneker - Anatoli Tymosjtsjoek |

## U
- Sven Ulreich
- Dayot Upamecano
- Jonas Urbig
- Takashi Usami

## V
| - Adolfo Valencia - Peter Velhorn | - Raymond Victoria | - Arturo Vidal | - Anton Vučkov |

## W
| - Albrecht Wachsmann - Sandro Wagner - Klaus Walleitner - Jürgen Wegmann - Hans Weiner - Mitchell Weiser - Georg Weiß - Günther Weiß | - Josef Weiß - Hans Welker - Peter Werner - Stefan Wessels - Frank Wiblishauser - Michael Wiesinger - Martin Wildgruber | - Holger Willmer - Hubert Windsperger - Helmut Winklhofer - Marcel Witeczek - Karl Witt - Norbert Wodarzik - Karl-Heinz Wohland | - Roland Wohlfarth - Sławomir Wojciechowski - Jeong Woo-yeong - Thorsten Wörsdörfer - Jan Wouters - Kwasi Wriedt - Klaus Wunder |

## Z
| - Bryan Zaragoza - Zé Roberto - Benno Zellermayer - Alexander Zickler | - Christian Ziege - Otto Ziegler | - Herbert Zimmermann - Joshua Zirkzee | - Rainer Zobel - József Zsámboki |